# DEx6

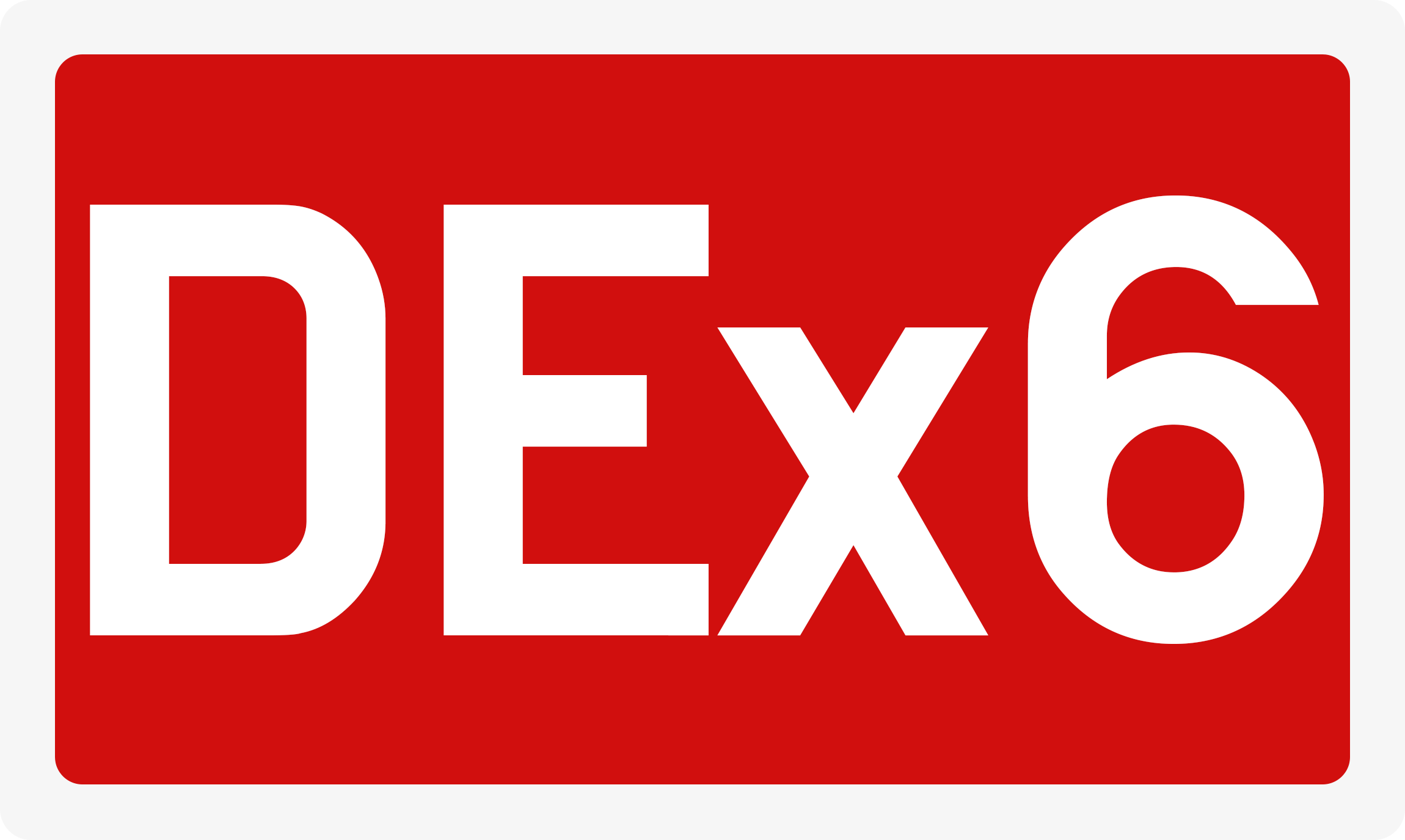
Wegschild

De DEx6 is een expresweg in aanbouw in Roemenië, die Galați verbindt met Brăila. De totale lengte van de expresweg is 11 kilometer; de bouw ervan begon in 2021. De expresweg moet een alternatief vormen voor de Drumul Național 22B (D22B).